# Zonerama
Zonerama.com je online služba, která nabízí prostor pro sdílení fotografií a videí a jejich organizování do alb. Tvůrcem této aplikace je společnost ZONER, a. s., která je rovněž tvůrcem editoru obrazových souborů Zoner Photo Studio.

## Historie
Web Zonerama.cz byl spuštěn v roce 2009. V roce 2012 představilo Zoner Photo Studio mobilní android aplikaci Zonerama, která také umožňovala přístup k nahraným fotkám.
Aplikace Zonerama v roce 2013 skončila a byla nahrazena androidovou aplikací Zoner Photo Studio. Webová služba Zonerama funguje nadále.